# Thelyoxynops nitens
Thelyoxynops nitens là một loài ruồi trong họ Tachinidae.